# Cradoscrupocellaria nanshaensis
Cradoscrupocellaria nanshaensis is een mosdiertjessoort uit de familie van de Candidae. De wetenschappelijke naam van de soort is, als Scrupocellaria nanshaensis, voor het eerst geldig gepubliceerd in 1991 door Liu.